# 导线测量
导线测量：将一系列测点依相邻次序连成折线形式，并测定各折线边的边长和转折角，再根据起始数据推算各测点平面坐标的技术与方法。导线测量是平面控制测量的一种方法，由于导线结构比三角网结构简单，适用于地形复杂地区或障碍物较多的平坦地区。中国在西藏地区天文大地网布设中主要采用导线测量法。

## 导线的布设形式[1]
按照不同情况和要求，单一导线可以布设为附合导线、闭合导线和支导线。
- 附合导线
- 闭合导线
- 支导线

- 附合导线：导线起始于一个已知控制点而终止于另一个已知控制点。已知控制点上可以有一条或几条定向边与之相连接，也可以没有定向边与之相连接。
- 闭合导线：由一个已知控制点出发，最终又回到这个点，形成一个闭合多边形。在闭合导线的已知控制点上应至少有一条定向边与之相连接。闭合导线可靠性较差，实际测量一般不单独使用。
- 支导线：从一个已知控制点出发，既不附合于另一个已知控制点，也不闭合于原来的起始控制点。支导线缺乏检核条件，一般用于地形测量的图根导线测量。

导线网可以布设为自由导线网和附合导线网。
- 附合导线网
- 自由导线网

- 附合导线网：附合导线网具有一个以上已知控制点或具有附合条件
- 自由导线网：仅有一个已知控制点和一个起始方位角，可靠性差，一般不单独使用。